# الفقهاء القبلية
الفقهاء القبلية، قرية تابعة لمركز سيدي سالم التابع لمحافظة كفر الشيخ في جمهورية مصر العربية.

## تاريخ
كانت القرية من توابع برية لاصيفر، ثم فصلت عنها من الوجهة المالية بزمام مستقل عام 1917 باسم فقهاء القبلية. وفي عام 1920، صدر قرار باعتبارها ناحية إدارية باسمها الحالي بإضافة لام التعريف لتصبح الفقهاء القبلية، وكانت تتبع مركز دسوق قبل إنشاء مركز سيدي سالم عام 1960.

## السكان
بلغ عدد سكان الفقهاء القبلية 11,558 نسمة، منهم 5842 رجل و5716 امرأة، وذلك حسب الإحصاء الرسمي لعام 2006.